# Ryo Nakamura
Ryo Nakamura (中村 亮 Nakamura Ryo?), född 31 december 1996 i Kagoshima prefektur, är en japansk fotbollsspelare.
Nakamura började sin karriär 2019 i Kamatamare Sanuki.